# Бульвар Маршала Рокоссовского
Бульва́р Ма́ршала Рокоссо́вского — бульвар в Восточном административном округе Москвы, в составе Муниципального округа Богородское. Проходит между Открытым шоссе и 1-й Мясниковской ул. Слева к бульвару примыкают Игральная, Глебовская и Детская улицы; справа — 3-й проезд Подбельского; бульвар пересекается 7-м проездом Подбельского и Бойцовой улицей. Нумерация домов ведётся от Открытого шоссе.
Первоначально (до середины 1980-х годов) нумерация велась от Погонного проезда и заканчивалась не на Открытом шоссе, а на современном 7-м проезде Подбельского (тогда это был внутриквартальный проезд без названия), т.е. в направлении, противоположном нынешнему, а затем, после изменения нумерации бульвар стал начинаться у Открытого шоссе и заканчиваться на 1-й Мясниковской улице.
В состав бульвара (от Игральной до 1-й Мясниковской улицы) вошла конечная часть бывшего Хороводного проезда и Игральный переулок (около Игральной улицы). На Хороводный проезд выходило старое здание школы № 390, ныне снесённое (прежний адрес: Хороводный пр., 33). Теперь на его месте выстроено новое школьное здание (бул. Маршала Рокоссовского, 34). Начальная  же часть Хороводного проезда вошла в состав 1-й Мясниковской улицы.
В южной части бульвара в 2012 году на месте снесённой «Янтарной» или «Зелёной» горки (искусственного холма — до начала 1990-х годов безымянного, над радиоактивным могильником, бывшим до конца 1950-х годов руслом Ельницкого ручья, протекающего здесь в овраге) построен высотный жилой комплекс «Богородский», называемый в народе «Раковый корпус»; возведённые на едином стилобате все его четыре жилых корпуса имеют общий адрес — дом 6, корпус 1).

### Происхождение названия
Бульвар получил название в 1969 году в честь Маршала Советского Союза, Маршала Польши, дважды Героя Советского Союза Константина Константиновича Рокоссовского.
До этого времени (с момента начала застройки этого района в 1959—1961 гг. на месте обширного пустыря между сёлами Богородское и Черкизово) на участке между современным 7-м проездом Подбельского и Бойцовой улицей существовал сквер без названия (в просторечии «скверик») с проездами по обеим его сторонам, в той или иной степени сохранившийся в первоначальном виде до наших дней.
На участке современного бульвара от Бойцовой улицы (здесь располагалась автобаза и существовала одноимённая автобусная остановка, которая теперь носит название «Бульвар Маршала Рокоссовского, 22») до 3-го проезда Подбельского существовал лишь узкий проезд с правой (чётной, северо-восточной) стороны для движения автотранспорта. Левая часть была застроена деревянными бараками, включая бывший Игральный переулок и часть Хороводного проезда, после сноса домов вошедших в состав бульвара.

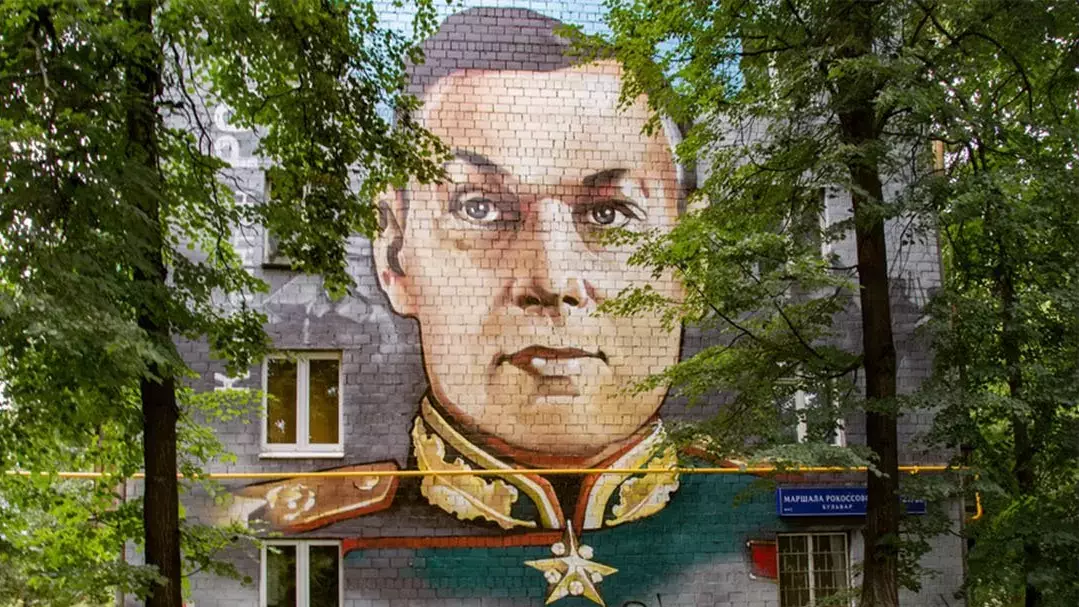
Портрет Рокоссовского на стене дома

## Достопримечательности
В преддверии празднования 70-летия Победы в Великой Отечественной войне, 6 мая 2015 года на бульваре был открыт памятник маршалу Советского Союза Константину Рокоссовскому.
В сентябре 2015 года на торцевую стену дома 27/20 художники Max 13 (Максим Торопов) и Zeaner (Андрей Целуйко) нанесли огромное граффити с портретом маршала Рокоссовского.

## Транспорт

### Наземный транспорт
- Трамвайная остановка «Бульвар Маршала Рокоссовского» (с 1964 по 2000 гг. «Кинотеатр „Янтарь”»)

Трамваи: № 4, 13, 36.
- Автобусная остановка «Бульвар Маршала Рокоссовского, 22» (изначально «Автобаза»)

Автобусы: № 86, 265.
Эта автобусная остановка до недавнего времени почти 25 лет носила название с ошибкой в номере дома («Бульвар Маршала Рокоссовского, 12» – рядом в 80, 20 и 50  метрах соответственно расположены дома 21/21 (ранее Бойцовая ул., 21, корпус 1), 22 и 19/16 по бульвару Маршала Рокоссовского, а вовсе не дом 12, который находится на расстоянии около 300 метров к юго-востоку от остановки. Ошибка была, наконец, исправлена, однако правильный номер дома (22) присвоен остановке только 5 августа 2017 года.
С мая 1988 по февраль 1990 года в связи со строительством станции метро «Улица Подбельского» (ныне «Бульвар Рокоссовского») и строительными работами на Ивантеевской улице на бульваре существовала конечная остановка и конечная станция (ОРП) автобусных маршрутов № 80, 86, 265 «Бульвар Маршала Рокоссовского».

### Ближайшая станция метро
«Бульвар Рокоссовского». Любопытно, что расстояние от бульвара до ближайшего вестибюля одноимённой станции метро составляет 415 метров или одна трамвайная остановка по Открытому шоссе. На переименовании станции метро «Улица Подбельского» именно с таким названием (несмотря на этот факт) настояли ветераны Великой Отечественной войны.